# Adolf Friedrich von Schack
Adolf Friedrich, comte von Schack des de 1876 (*Brüsewitz, prop de Schwerin, 2 d'agost de 1815 - † Roma, 14 d'abril de 1894) fou un escriptor, arabista, hispanista i col·leccionsta i d'art alemany.
Entre 1834 i 1838 estudià jurisprudència a Bonn, Heidelberg i Berlín. Acabats els seus estudis entrà al servei de l'estat alemany de Mecklenburg i del Kammergericht, el tribunal superior de Berlín. Feu viatges per motius de treball a Itàlia, Egipte i Espanya, i se sentí atret per la cort del Duc d'Oldenburg, al que acompanyà en un viatge a l'est. Al seu retorn entrà al servei d'Oldenburg i el 1849 fou enviat a Berlín. Estudià el teatre de Shakespeare i la literatura sànscrit; traduí a l'alemany els poemes de Firdusi; feu un viatge a Espanya el 1852 per a estudiar les restes de la civilització àrab i des de llavors es transformà en un hispanista fervorós. El 1855 s'establí a Múnic, on es feu membre de l'Acadèmia d'Arts i Ciències i reuní una impressionant col·lecció de pintures que incloïa obres mestres de Bonaventura Genelli, Anselm Feuerbach, Moritz von Schwind, Arnold Böcklin i Franz von Lenbach entre d'altres.
Escrigué Poesie und Kunst der Araber in Spanien und Sizilien (1865), obra que Juan Valera y Alcalá Galiano traduí al castellà el 1881 amb el títol Poesía y arte de los árabes en España y Sicilia. El seu llibre més important en relació amb la literatura espanyola fou Geschichte der dramatischen Literatur und Kunst in Spanien (1845-1846). Entre les seves traduccions hi ha Spanisches Theater i el Romancero español y portugués (1860).

## Obres
- Gesammelte Werke, publicada en sis volums (1883)

### Poesia
- Gedichte (1867, 6a ed., 1888).

### Novel·les en vers
- Durch alle Wetter (1870, 3a ed., 1875).
- Ebenbürtig (1876).

### Peces dramàtiques
- Helidor (1878).
- Die Pisaner (1872).
- Walpurga and Der Johanniter (1887).
- Der Kaiserbote (1873).
- Cancan (1873).

### Estudis
- Geschichte der dramatischen Literatur and Kunst in Spanien (3 vols. 1845-1846, 2a ed. 1854).
- Poesie and Kunst der Araber in Spanien and Sicilien (1865, 2a ed. 1877); de la qual n'existeix una edició moderna en castellà (Madrid: Hiperión, 1988) en la línia de la traducció de Juan Valera.[3]

### Traduccions
- Spanisches Theater (1845).
- Heldensagen des Firdusi (1851).
- Stimmen vom Ganges (1857, 2.ª ed. 1877).